# Nukleobaza
Nukleobaze (ili nukleotidne baze/azotne baze) su delovi DNK i RNK koji mogu da učestvuju u uparivanju (vidi: bazni parovi). Primarne nukleobaze su citozin, guanin, adenin (DNK i RNK), timin (DNK) i uracil (RNK), što je u skraćenom obliku C, G, A, T, i U, respektivno. One se obično jednostavno zovu baze u genetici. Zato što se A, G, C, i T javljaju u DNK, ti molekuli se zovu DNK-baze; A, G, C, i U se zovu RNK-baze.

## Strukture
- "Kostur" adenina i guanina je purin, iz kog razloga su one purinske-baze.
- "Kostur" citozina, uracila, i timina je pirimidin, otuda pirimidinske-baze.

### Primarne baze
Ove baze su inkorporisane u rastući lanac tokom RNK i/ili DNK sinteze.
| Nukleobaza | Adenin     | Guanin   | Timin   | Citozin | Uracil |
| Nukleozid  | Adenozin A | Guanozin | Timidin | Citidin | Uridin |

### Modifikovane purinske baze
Ovo su primeri modifikovanog adenozina ili guanozina.
| Nukleobaza | Hipoksantin | Ksantin   | 7-Metilguanin   |
| Nukleozid  | Inozin      | Ksantozin | 7-Metilguanozin |

### Modifikovane pirimidinske baze
Ovo su primeri modifikovanih citidina, timidina ili uridina.
| Nukleobaza | 5,6-Dihidrouracil | 5-Metilcitozin |
| Nukleozid  | Dihidrouridin     | 5-Metilcitidin |

## Literatura
- Даринка Кораћевић; Гордана Бјелаковић; Видосава Ђорђевић. Биохемија. савремена администрација.  86-387-0622-7.

## Spoljašnje veze
- Uparivanje baza u DNK dvostrukom heliksu